# ファインマンさん最後の冒険
『ファインマンさん最後の冒険』（ファインマンさんさいごのぼうけん、Tuva or Bust!: Richard Feynman's Last Journey）は、ラルフ・レイトンによるノンフィクションの書籍である。レイトンとその友人リチャード・P・ファインマンが、ソビエト連邦（当時）のトゥヴァ共和国に渡航しようとする様子が描かれている。

## 概要
作品の冒頭において、当時高校の数学教師だったレイトンに対しファインマンが"Whatever happened to Tannu Tuva?"（タンヌ・トゥヴァはどうなってしまったんだ?）と訊ねたことが書かれている。いたずら好きのファインマンのことなので、また架空の地名をでっち上げたのだろうとレイトンは考えたが、その地名は実在した。2人はこの国に行ってみたいと思ったが、1970年代から1980年代前半において、アメリカ人がソ連の辺境のこの国を訪問することは大変困難だった。
本書は、2人がトゥヴァへの渡航許可を得るために行った10年に渡る様々な試みを書いたものである。この「ファインマンの最後の冒険」により、新しいものに対する好奇心を持ち続けたファインマンと、その姿が友人や弟子たちにいかに刺激を与えたかが描き出されている。最終的にトゥヴァへの渡航許可は下りたが、それが手元に届く直前にファインマンは死去した。
本書には、トゥヴァの文化、言語、歴史についても書かれており、トゥヴァの喉歌（フーメイ）を収録したソノシートが付属している。
本書の主題は、BBCのドキュメンタリーシリーズ『ホライゾン』でも取り上げられ、1988年7月4日に"The Quest for Tannu Tuva"のタイトルで放送された。
ファインマン自身はトゥヴァへ行くことができなかったが、娘のミシェルが2009年6月8日にトゥヴァを訪問した。また、レイトンはFriends of Tuvaというグループを立ち上げ、トゥヴァを舞台とした2000年のドキュメンタリー映画"Genghis Blues"（ジンギス・ブルース）の原案およびアソシエート・プロデューサーを務めた。
レイトンは2013年に『ニューヨーク・タイムズ』紙の記事で、「トゥヴァの文化はソビエトの体制下では時代遅れとされており、消滅しつつあった。彼らは新しいソ連人というものを構築しようとしており、シャーマニズムと仏教を信奉しているトゥヴァのような場所は遅れているとみなされた」と書いた。

## 日本語訳
- 大貫昌子 訳『ファインマンさん最後の冒険』岩波書店、1991年。ISBN 400005404X。
- 大貫昌子 訳『ファインマンさん最後の冒険』岩波書店、2004年。ISBN 9784006030971。